# 涵江区
涵江区（かんこうく）は中華人民共和国福建省莆田市に位置する市轄区。

## 歴史
1984年6月、莆田市の市轄区として新設された。

## 行政区画
下部に2街道、9鎮、1郷を管轄する。
- 街道
  - 涵東街道、涵西街道
- 鎮
  - 三江口鎮、白塘鎮、国歓鎮、梧塘鎮、江口鎮、萩芦鎮、白沙鎮、荘辺鎮、新県鎮
- 郷
  - 大洋郷
- その他
  - 赤港華僑経済開発区

## 交通

### 鉄道
- 中国国家鉄路集団
  - 福廈線
    - 涵江駅

### 道路
- 高速道路
  -  瀋海高速道路
  -  莆炎高速道路（中国語版）
- 国道
  - G228国道
  - G324国道